# Minamiaso
Minamiaso (南阿蘇村, Minamiaso-mura) est un village situé dans le district d'Aso (préfecture de Kumamoto), au Japon.

## Géographie

### Situation
Minamiaso est situé dans le nord-est de la préfecture de Kumamoto, dans la caldeira au sud du mont Aso. Le village fait partie du parc national d'Aso-Kujū.

### Démographie
En juin 2023, la population de Minamiaso était de 10 172 habitants répartis sur une superficie de 137,32 km2.

### Climat
Minamiaso a un climat subtropical humide avec des étés chauds et des hivers frais. Les précipitations sont élevées, mais il y a une différence prononcée entre les étés plus humides et les hivers plus secs. La température annuelle moyenne est de 14,4 °C. La pluviométrie annuelle moyenne est de 2 922,8 mm, juillet étant le mois le plus humide.

## Histoire
Minamiaso a été créé en 2005 de la fusion des anciens villages de Chōyō, Hakusui et Kugino.

## Transports
Minamiaso est desservi par la ligne principale Hōhi de la JR Kyushu et la ligne Takamori de la compagnie Minami-Aso Railway.